# 希奇科克縣 (內布拉斯加州)
希奇科克縣（英語：Hitchcock County）是美國內布拉斯加州南部的一個縣，南鄰堪薩斯州。面積1,861平方公里。根據美國2000年人口普查，共有人口3,111人。縣治翠頓 （Trenton）。
成立於1873年2月27日，縣政府成立於8月30日。縣名紀念聯邦參議員菲尼亞斯·沃倫·希奇科克 （Phineas Warren Hitchcock）。